# Eletica ochraceipes
Eletica ochraceipes es una especie de coleóptero de la familia Meloidae.

## Distribución geográfica
Habita en Tanganica (África).